# Bluegrass
La música Bluegrass o también más conocido como Música estilo Kentucky  es un tipo de género musical de  música country que pertenece al conjunto de músicas tradicionales estadounidenses originario del estado de Kentucky (American roots music), originada en la década de 1940 en la zona de los Apalaches de Norteamérica. Es una unión de diferentes músicas tradicionales del mundo (inglesa, irlandesa, escocesa y afroamericana) y de distintos tipos o géneros musicales (Jazz, blues...). Llamada inicialmente hillbilly, fue Bill Monroe (Bill Monroe and the Blue Grass Boys) quien le dio el nombre definitivo, y Earl Scruggs, el músico más importante.
Se usan instrumentos de cuerda acústica y se enfatiza el off-beat. Se anticipan notas, en contraste con el blues relajado donde las notas están detrás del ritmo, lo que crea mayor energía, característica del 'Bluegrass'. Como en algunas formas de jazz, uno o más instrumentos tocan la melodía e improvisan sobre una estructura que crean los músicos a su alrededor (mediante el acompañamiento). Esto contrasta con la música Old time, en la que todos los instrumentos tocan la melodía juntos o un instrumento lleva la delantera mientras que los otros brindan acompañamiento. El 'Bluegrass', a menudo, se caracteriza por tempos rápidos y una destreza instrumental inusual y, a veces, por cambios complejos de acordes.
Existen tres subgéneros:
- 'Bluegrass' tradicional: se utilizan solo instrumentos acústicos y se tocan canciones tradicionales con su progresión de acordes tradicional. Un ejemplo de ella es Bill Monroe.
- 'Bluegrass' progresivo: suelen emplear instrumentos eléctricos (bajo) y su repertorio de canciones incluye canciones de otros géneros. Por ejemplo, Punch Brothers, Cadillac Sky and Bearfoot.
- 'Bluegrass' góspel: letras cristianas y melodías adaptadas a las voces como elemento principal.

## Historia
El 'Bluegrass' se desarrolló desde los diferentes elementos de la música Old time y la música de la región Apalache de los Estados Unidos. La región Apalache acogió a muchos inmigrantes procedentes de Europa, que trajeron las canciones tradicionales de sus tierras natales. El instrumento más común era el violín y se usaba en jigs y reels. Los músicos de origen africano importaron el instrumento icónico de los apalaches, el banjo. Hacia 1945, Earl Scruggs desarrolló una técnica para tocar el banjo con tres dedos que, mediante rolls (arpegios), conseguía aportar al instrumento una mayor rapidez y mejor manejo del tempo, sonido que se convirtió en el nuevo sonido del 'bluegrass'.
Muchas canciones típicas de 'bluegrass' tienen como origen el continente europeo y otras tantas la propia región apalache, lo que hace que sea frecuente ver a músicos debatir sobre el origen real de la melodía. Las canciones más antiguas que se conocen son "Pretty Saro", "Pretty Polly", "Cuckoo Bird", "House Carpenter", "Leather Britches", "Soldier's Joy" y "Cumberland Gap", entre otras.
La denominación del estilo deriva de la banda formada en 1939 por Bill Monroe, los Blue Grass Boys. A partir de 1945, el grupo de Monroe incorporó a sus filas al intérprete de banjo Earl Scruggs. La etapa de los Blue Grass Boys, entre 1945 y 1948, es el momento de consagración del género, creándose en esta época el característico sonido y la configuración instrumental, considerados canónicos del bluegrass.
A finales de la década de los años 1940, otras bandas comenzaron a cultivar este mismo estilo. Los primeros fueron los Stanley Brothers, quienes grabaron en 1947 la canción tradicional Molly and Tenbrooks al estilo de los Blue Grass Boys.

## Instrumentos
La música 'bluegrass' es interpretada por bandas cuyos instrumentos principales suelen ser guitarra, banjo, mandolina, violín y bajo, a los que se añade en ocasiones el dobro. La parte vocal es armonizada en dúo o trío, siempre con una voz muy alta de característico sonido desgarrado y cautivador, conocido como "high lonesome sound". En cuanto a la letra, cuentan historias sencillas de tipo dramático, amoroso o religioso, vistas desde el punto de vista de un montañés.

### Primera generación
La primera generación de músicos de 'bluegrass' dominó el género desde sus inicios a finales de la década de los años 1940 hasta mediados los años 1960. Los más conocidos son Bill Monroe y sus Blue Grass Boys; los Stanley Brothers; Lester Flatt y Earl Scruggs, y su grupo, los Foggy Mountain Boys, y Don Reno.

### Segunda generación
A mediados de la década de 1960 entró en escena una nueva generación de músicos, generalmente formados en bandas de la generación anterior. Los más importantes son Bill Keith, Ricky Skaggs, J.D. Crowe, Doyle Lawson y Tony Rice. En esta segunda generación comenzó a desarrollarse la variante del estilo conocida como 'bluegrass progresivo', en grupos como New Grass Revival, Seldom Scene y Brothers Osborne.

### Tercera generación
La tercera generación alcanzó la primacía a mediados de los años 1980, y supuso varios cambios importantes en el desarrollo estilístico del 'bluegrass'. El bajo eléctrico sustituyó al bajo acústico, aunque los restantes instrumentos del conjunto continuaron siendo acústicos. Se hizo menos frecuente la utilización de la guitarra rítmica. Algunas bandas desarrollaron un estilo similar al conocido como "muro de sonido" ("wall of sound"). Destacan grupos como IIIrd Tyme Out y Lonesome River Band. A esta generación pertenece también la que es, en la actualidad, la intérprete más exitosa de este estilo, la cantante y violinista Alison Krauss, una de las líderes de la banda Union Station, donde también militan figuras como Dan Tyminski y Jerry Douglas. Por su acercamiento al pop independiente (indie) destaca también el grupo Nickel Creek.

## Actualidad
El 'Bluegrass' es un elemento muy común en las diferentes comunidades de Estados Unidos, constituyendo una red de asociaciones de músicos tanto profesionales como aficionados y desde asociaciones nacionales hasta locales. Es muy frecuente ver un calendario de festivales, talleres, clases y demás actividades en torno a ellas para fomentar el 'Bluegrass'. El 'Bluegrass' se caracteriza por el ambiente familiar entre los miembros de la comunidad, quedando reflejado en la frase de John Hartford (ganador de tres Premios Grammy y cuya canción Gentle on My Mind figura en la lista "Top 100 canciones del siglo de BMI"): "Bluegrass is like America's last small town... Everybody knows everybody... And you don't have to lock your doors" (El Bluegrass es como el último pueblo pequeño de América, todo el mundo se conoce y no tienes que cerrar tus puertas).

## Intérpretes destacados
- Alison Krauss
- Bill Monroe
- Earl Scruggs
- The Ditty Bops
- Cherryholmes
- Ricky Skaggs
- Noam Pikelny
- John Hartford
- Bela Fleck
- Sam Bush
- Bill Keith
- Tony Trischka
- Don Reno
- Jerry Garcia
- David Grisman
- Vassar Clements
- Tony Rice
- Carl Jackson
- Glen Campbell
- Steve Martin
- El Pony Pisador